# فيثنار
بلدية فيثنار (بالإسبانية: Víznar) هي بلدية تقع في مقاطعة غرناطة التابعة لمنطقة أندلوسيا جنوب إسبانيا.

## الديموغرافيا
بلغ عدد سكان بلدية فيثنار 907 نسمة عام 2011 (وفقاً للمعهد الوطني الإسباني للإحصاء).
| 742 | 742 | 744 | 789 | 797 | 865 | 907 |